# Leslie (Missouri)
Pour les articles homonymes, voir Leslie.
Leslie est un village du comté de Franklin, dans le Missouri, aux États-Unis,. Situé à l'ouest du comté, il est incorporé en 1912.

## Démographie
Lors du recensement de 2010, le village comptait une population de 171 habitants. Elle est estimée, en 2016, à 169 habitants.

## Source de la traduction
- (en) Cet article est partiellement ou en totalité issu de l’article de Wikipédia en anglais intitulé « Leslie, Missouri » (voir la liste des auteurs).